# Centro de interpretação de Vila do Bispo
O Centro de interpretação de Vila do Bispo é um museu e um edifício histórico na localidade de Vila do Bispo, na região do Algarve, em Portugal.

## Descrição e história
O museu situa-se junto à Estrada Nacional 268, no interior da povoação de Vila do Bispo. Tem como finalidade preservar e divulgar várias facetas do rico património do concelho, tanto natural como histórico e cultural, tendo sido concebido como um museu da paisagem. Também conta com espaços para a realização de exposições temporárias sobre diversos temas, como as artes clássicas e tradicionais, e a promoção cultural e pedagógica. Por exemplo, em 2022 albergou a exposição Relíquias do espaço e no tempo de Vila do Bispo, em 2023 a Cores da Natureza, e em 2024 a Mostra de Artistas, onde foram apresentados os trabalhos de artistas locais. Alberga a sede dos serviços municipais de património e investigação.
O edifício foi construído nos princípios do século, funcionando originalmente como matadouro e mercado municipal. Foi considerado como um ponto fulcral da vila, devido principalmente à sua função como local de venda de percebes, sendo por esse motivo popularmente conhecido como Lota dos Percebes. Em 1 de Março entrou ao serviço o novo edifício do Mercado Municipal, tendo o antigo sido encerrado. Foi posteriormente convertido num espaço museológico, o Centro de Interpretação de Vila do Bispo, que foi inaugurado em 3 de Maio de 2009.